# Marius Popa (fotbalist)
Marius Cornel Popa  (31 iulie 1978, Oradea), este un fost fotbalist român care a jucat pe postul de portar. Între anii 2012 și 2015 a fost antrenor cu portarii la echipa CS Luceafărul Oradea. În prezent este antrenor cu portarii la echipa Steaua București. Pe data de 25 martie 2008 a fost decorat de președintele Traian Băsescu pentru calificarea la Euro 2008 cu medalia „Meritul Sportiv” clasa a III-a.
Și-a început cariera la echipa din orașul său natal, FC Bihor, în anul 1997. Trei ani mai târziu s-a transferat la FC Național. În 2003 a devenit jucător de bază în echipa bucureștenilor, în aceeași perioadă fiind convocat și la prima reprezentativă a României, fără însă a și evolua sub tricolor. În pauza de iarnă a sezonului 2004-2005, a ajuns la Politehnica Timișoara alături de antrenorul lui FC Național, Cosmin Olăroiu, și a trei dintre coechipieri, Gabriel Cânu, Gabriel Caramarin și Gigel Coman.
A devenit titular la Poli, alături de care a ajuns în finala Cupei României, în ediția 2006-2007, finală pierdută însă în fața lui FC Rapid București. A urmat o serie de accidentări care l-au costat postul de titular în fața lui Costel Pantilimon.
În 2007 a bifat primul meci în tricoul echipei naționale, jucând într-un amical împotriva Rusiei. A mai evoluat pentru prima reprezentativă tot într-un meci de pregătire, contra Muntenegrului, și a făcut parte din lotul echipei naționale pentru EURO 2008.
În 2009 a ajuns la Internațional Curtea de Argeș, iar în 2010, odată cu desființarea echipei argeșene, a făcut pasul spre Pandurii Târgu Jiu, alături de marea parte a lotului lui Internațional. În pauza de iarnă a sezonului 2010-2011, s-a transferat la FC Universitatea Cluj, cu care a semnat un contract pentru doi ani și jumătate.